# Michael Kiesling
 (mai 2025).
Si vous disposez d'ouvrages ou d'articles de référence ou si vous connaissez des sites web de qualité traitant du thème abordé ici, merci de compléter l'article en donnant les références utiles à sa vérifiabilité et en les liant à la section « Notes et références ».
Michael Kiesling (né en 1957 à Brême) est un auteur allemand de jeux de société. Promoteur de logiciels dans le secteur commercial, il est connu et reconnu dans le monde du jeu pour ses collaborations avec son ami Wolfgang Kramer. Il a obtenu à trois reprises le prestigieux Spiel des Jahres, en 1999, 2000 et 2018.
Ses jeux les plus plébiscités sont Torres, Tikal, Java, Mexica, Pueblo, Maharaja, Vikings,  Le Bien et Le Malt, et Azul.

## Ludographie

### Seul auteur
- Vikings, 2007, Hans im Glück
- Sanssouci, 2013, Ravensburger
- Azul, 2017, Plan B - As d'or Jeu de l'année 2018, Spiel des Jahres 2018
  - Azul : Les Vitraux de Sintra, 2018, Next Move Games
  - Azul : Pavillon d'été, 2019, Next Move Games
  - Azul : Le Jardin de la Reine, 2022, Next Move Games
- Outback, 2018, HUCH!
- Miyabi, 2019, HABA

### AvecWolfgang Kramer
- Haste Worte, 1997, F.X. Schmid
- Der Dreizehnte Holz Wurm, 1998, Queen Games
- Jump!, 1998, Editrice Giochi
- Pepper, 1998, F.X. Schmid
- Evergreen, 1999, Goldsieber / Rio Grande Games
- Torres, 1999, Ravensburger - Spiel des Jahres  2000, Games Magazine Awards  2000
- Tikal, 1999, Ravensburger - Spiel des Jahres  1999, Deutscher Spiele Preis  1999, International Gamers Awards  multi-joueurs 2000
- Java, 2000, Ravensburger
- Mexica, 2002, Ravensburger
- Pueblo, 2002, Ravensburger - Spiel der Spiele  2002
- Maharaja (Raja), 2004, Phalanx Games / Asmodee - Nederlandse Spellenprijs  2004
- Versunkene Stadt (Sunken City), 2004, Clementoni / Überplay
- That's Life! (Verflixxt!), 2005, Ravensburger - Schweizer Spielepreis  famille 2005
- Australia, 2005, Ravensburger - Games Magazine Awards  2006
- Celtica, 2006, Ravensburger
- Tikal II, 2010, GameWorks
- Asara, 2010, Ravensburger
- Artus et la Table Ronde, 2011, Alea / Ravensburger
- Les Palais de Carrara, 2012, Hans im Glück
- Gueules noires, 2013, Gigamic
- Nauticus, 2013, Kosmos
- 40!, 2014, Schmidt Spiele
- Linko !, 2014, Ravensburger
- DOG Cards, 2014, Schmidt Spiele
- Porta Nigra, 2015, Gigamic
- Odyssée-Land, 2015, Haba
- Nautico, 2016, carta.media
- Reworld, 2017, Eggertspiele
- Okavango, 2018, Jumbo
- Ghosts of the Moor", 2018, 2Tomatoes Games
- Cuzco, 2018, Super Meeple
- Paris, 2020, Game Brewer
- Maharaja, 2020, Intrafin Games
- Renature, 2021, Matagot
- Savannah Park, 2022, Super Meeple
- Amygdala, 2023, Game Brewer

### Avec Andreas Schmidt
- Le Bien et Le Malt, 2017, Plan B
- Gondolieri, 2022, HUCH!

### Avec Reinhard Staupe
- The Border, 2022, Nürnberger-Spielkarten-Verlag